# Panoz
La Panoz Auto Developments è una casa automobilistica fondata nel 1989 da Dan Panoz con il patrocinio del padre, Don Panoz, magnate statunitense del settore farmaceutico di origini italiane; la società ha sede a Hoschton, Georgia, Stati Uniti d'America. La Panoz è un'azienda che produce autovetture sportive stradali e da competizione, essendosi specializzata anche nel mondo dell'automobilismo sportivo tramite la propria scuderia Panoz Motorsports.

## La produzione di serie
La prima vettura prodotta, la Panoz Roadster, progettata nel 1990 e lanciata nel 1992, era una spyder a due posti con motore della Ford Mustang e trazione posteriore.
Caratteristica che accomuna le Panoz stradali e da competizione, tranne le formula, è l'impostazione tecnica: si tratta dell'abbinamento tra motore V8 anteriore di origine americana e trazione posteriore, una soluzione adottata in omaggio a Don Panoz, amante delle classiche vetture yankee.
Attualmente in produzione vi è la Panoz Esperante, una Gran Turismo decappottabile dotata di telaio e carrozzeria in alluminio, e con un motore V8 Ford di 5 litri di cilindrata.

### Auto da strada
- Panoz (AIV) Roadster
- Panoz Esperante
- Panoz Esperante GT
- Panoz Esperante GTLM
- Panoz Esperante JRD
- Panoz Esperante GTR-1
- Panoz Abruzzi
- Panoz Avezzano

## Le auto da competizione

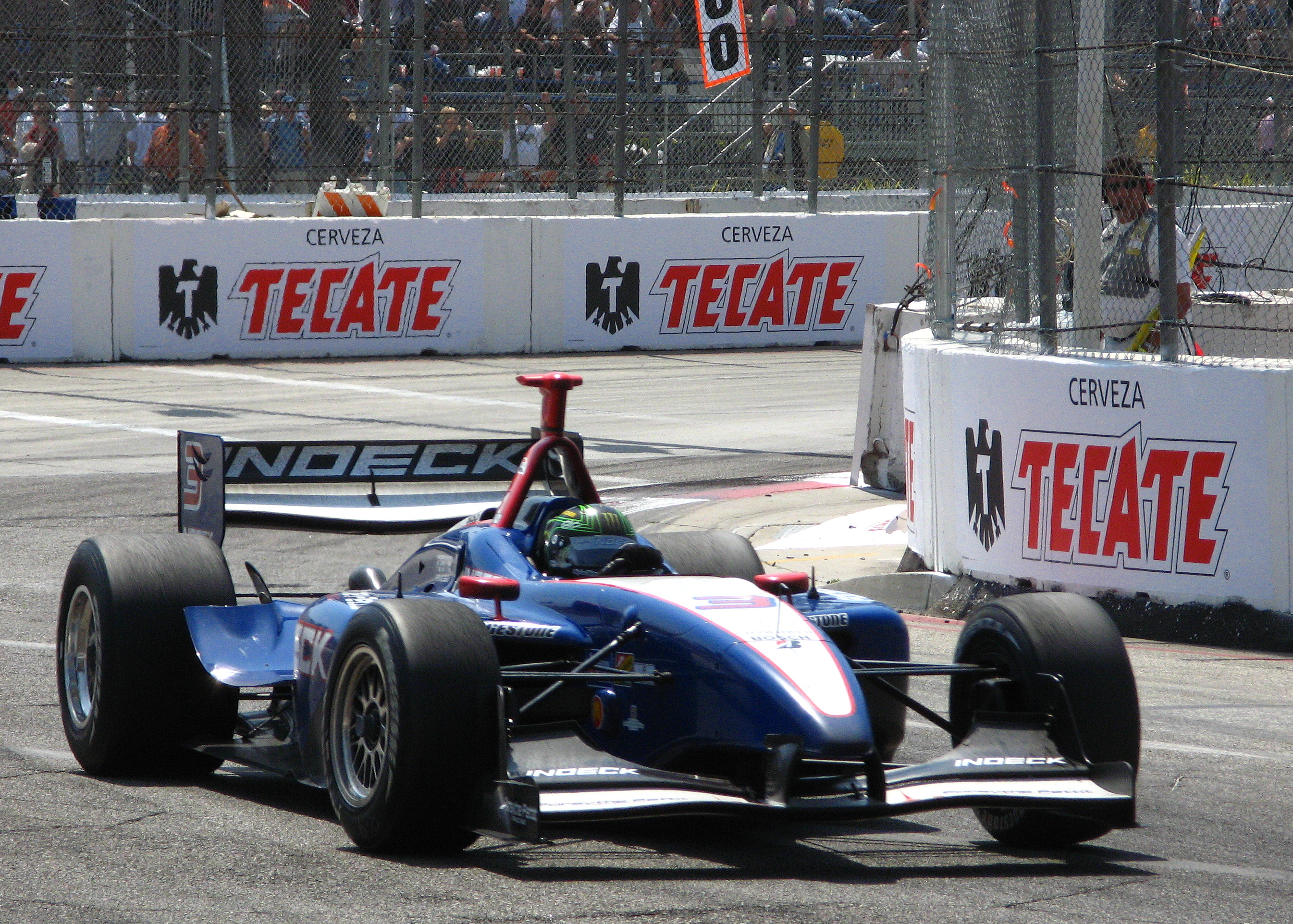
La Panoz DP01, vettura Champ Car per la stagione 2007.

Nel 1997 la Panoz entra nel mondo delle competizioni motoristiche con il modello Esperante GTR-1, partecipando al Campionato Mondiale Gran Turismo in classe GT1, cogliendo alcuni piazzamenti e in seguito delle vittorie nel campionato IMSA GT.

Nel 1999 debutta la Panoz Spyder LMP, derivata dal precedente progetto della Esperante GTR-1, il primo prototipo a motore anteriore dopo diversi anni; con questa vettura la Panoz vince alcune corse e si aggiudica il titolo costruttori 1999 nel campionato ALMS.

Verso la fine del 2000, viene messa in pista la Panoz LMP07, erede della precedente Spyder, dal design e dalle soluzioni più estremizzate, che tuttavia si rivelerà meno competitiva, tanto da essere accantonata in favore del modello precedente.

Nel 2003, in seguito all'acquisizione della G-Force, azienda specializzata nella costruzione di telai per vetture di Indy Racing League, le monoposto verranno ribattezzate Panoz.

Nel 2006 la Panoz riceve l'incarico di realizzare le monoposto per la formula Champ Car. Nascono così le Panoz DP01.

Nello stesso anno la Panoz ritorna alle competizioni endurance, schierando una versione da competizione per la classe GT2 della Esperante. La vettura si aggiudica la vittoria di classe alla 24 Ore di Le Mans 2006.

### Auto da corsa
- Panoz Esperante GTR-1
- Panoz Spyder
- Panoz LMP07
- Panoz Esperante GT LM
- Panoz DP01
- Panoz DP09
- Panoz Avezzano GT4

## Panoz Motorsports
La Panoz Motorsports è la divisione corse della Panoz; presidente e proprietario è Don Panoz. A questa struttura fanno capo diverse attività nel campo dell'Automobilismo, dalla progettazione di vetture da corsa, all'organizzazione di campionati per vetture da competizione, alla proprietà di circuiti e impianti sportivi.

### Élan Motorsport Technologies
Élan Motorsport Technologies è il reparto che progetta e realizza le vetture impiegate nei campionati endurance quali ALMS e 24 Ore di Le Mans. Nel 2003 Don Panoz rileva 2 aziende specializzate nel settore, la Van Diemen e la G-Force, che produceva i telai per il campionato Indy Racing League, ribattezzati Panoz; in seguito saranno realizzati i telai anche per il campionato Champ Car. La Élan si occupa inoltre della preparazione dei motori.

### Campionati
Don Panoz è il proprietario dell'IMSA, il più importante organismo sportivo che regola le corse in Nord America. A lui va inoltre il merito d'aver creato e lanciato il campionato ALMS, assoggettato alla norme IMSA ed in stretta collaborazione con l'ACO.

### Circuiti
Il Gruppo Panoz possiede alcuni tra i più importanti circuiti stradali del Nord America: Road Atlanta in Georgia, il Mosport International Raceway in Ontario e il Sebring International Raceway in Florida. Su questi impianti vengono disputate prove del campionato ALMS tra cui la Petit Le Mans, disputata sul solo circuito di Road Atlanta, e la 12 Ore di Sebring.

### Panoz Racing School
Questa scuola di pilotaggio insegna ai propri iscritti il comportamento e la dinamica delle vetture nelle diverse condizioni di asfalto, consentendo quindi di migliorare le tecniche di guida. I corsi si svolgono sui circuiti di Road Atlanta e Sebring e utilizzano vetture Panoz Esperante. Viene organizzato inoltre un campionato con queste auto, il Panoz Racing Series, ideale per i piloti amatoriali che desiderano avvicinarsi alle competizioni ma con costi modesti.